# Zeche Vereinigte Bickefeld Tiefbau
Die Zeche Vereinigte Bickefeld Tiefbau ist ein ehemaliges Bergwerk im Dortmunder Stadtteil Hörde.

## Geschichte

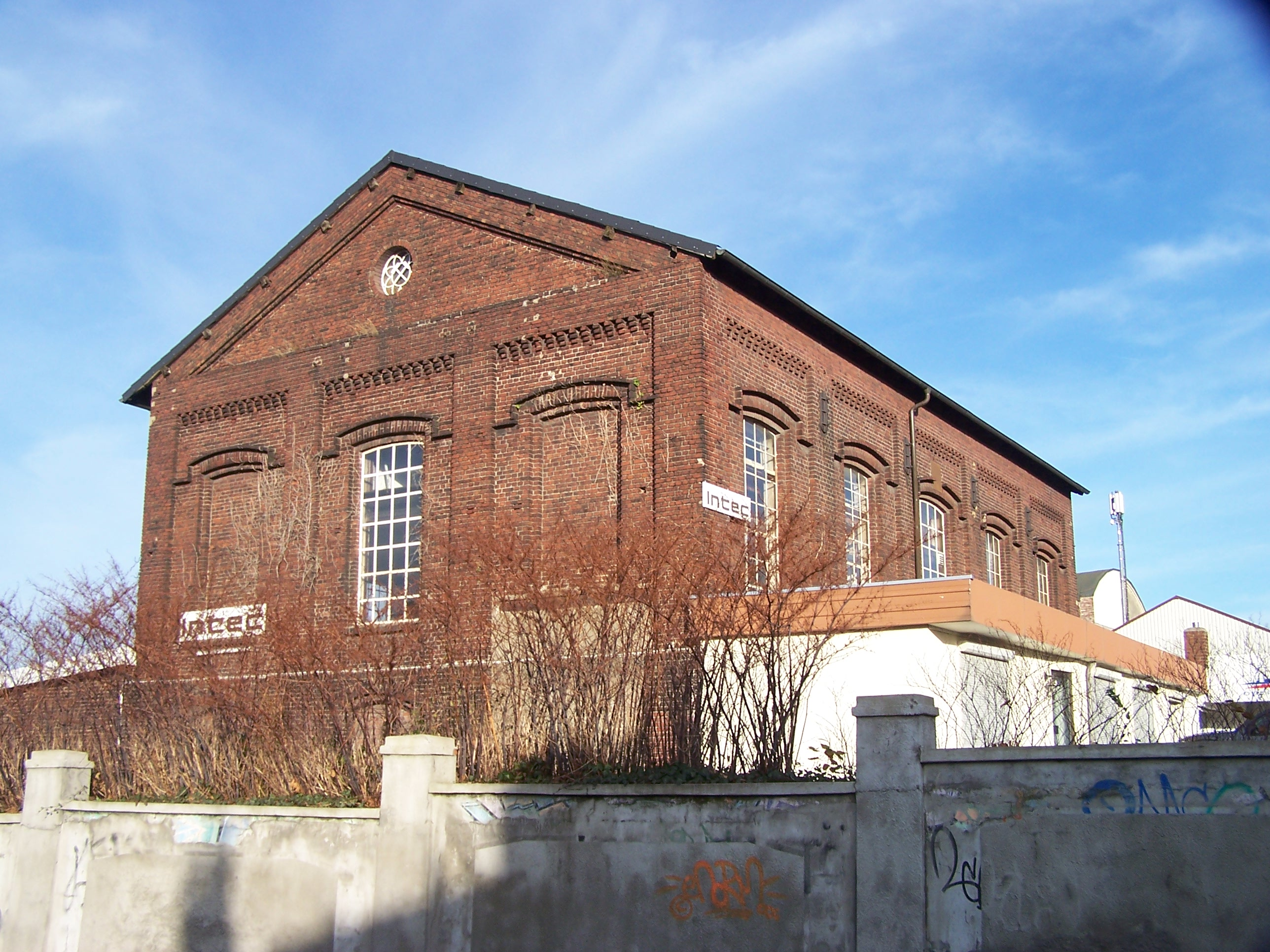
Maschinenhaus der Schachtanlage Martin

Die Gewerkschaft Vereinigte Bickefeld Tiefbau entstand 1830/1831 durch die Verbindung der Zechen Bickefeld & Verlohrne Holz, St. Martin, Himmelfarth und Vereinigte Himmelfahrt & St. Martin Nr. 4. 1843 war die Zeche die größte im Bergrevier Hörde. 
1867 begann man mit dem Abteufen des Schachts Martin im Ostfeld bei Aplerbeck - Revier Neu-Bickefeld. 1870 wurde das Westfeld bei Hörde stillgelegt. 1895 wurde auf dem Gelände der Schachtanlage eine Brikettfabrik errichtet. 1898 wurde das Grubenfeld Clarenberger Erbstollen zugekauft. 
Der Erwerb der Grubenfelder Diedrich und Blumenthal erfolgte 1899. Im selben Jahr wurde durch einen Abtretungsvertrag mit der Gewerkschaft St. Paul ein Feldesteil an die Gewerkschaft ver. Bickefeld Tiefbau abgetreten. 1900 wurde ein östlicher Feldesteil an den Aplerbecker Aktien-Verein (Zeche Vereinigte Margarethe) verkauft. In den Jahren 1900 bis 1903 wurde die alte Schachtanlage im Westfeld bei Hörde wiederaufgewältigt. 1901 erfolgte der Verkauf eines nördlichen Feldesteils an die Gewerkschaft Freie Vogel & Unverhofft.
1904 wurde die Zeche ver. Bickefeld Tiefbau durch die Gewerkschaft Graf Bismarck aufgekauft. Die Zeche Vereinigte Bickefeld Tiefbau wurde 1904 verkauft. Die Grubenfelder der Zeche Bickefeld gingen an die Zeche Admiral. Am Schacht Martin konnten bereits wenige Jahre nach der Stilllegung mehrere Gebäude einer gewerblichen Nachnutzung zugeführt werden und sind dadurch bis heute erhalten geblieben.